# Escaladei
Escaladei està situat al nord-est de la comarca, sota el cingle de la Serra Major de Montsant, dins el terme municipal de la Morera de Montsant. És un nucli agregat a aquesta vila.
Originàriament fou la conreria del monestir cartoixà que s'establí prop d'allí. Va ser la seu dels negocis de la casa, des d'on el germà conreador dirigia els treballadors, monjos o no, que tenien cura dels cellers, ramats i camps diversos.
Cal destacar la Cartoixa de Santa Maria d'Scala Dei, el monument principal de la comarca, pertanyent al Museu d'Història de Catalunya. La Cartoixa va ser fundada al s.XII per Alfons el Cast, i va ser la primera de la península Ibèrica. El prior i els seus dominis van ser els que van donar nom al que s'anomena Priorat històric i posteriorment a tota la comarca. Amb successives ampliacions des de la seva fundació, finalment va ser abandonada el 1835 amb motiu de l'exclaustració i la desamortització de Mendizábal. És molt recomanable la visita d'una cel·la reconstruïda, la qual permet veure amb claredat la forma de vida d'aquesta comunitat. Durant la visita també es pot veure un audiovisual sobre la història del lloc i unes maquetes que reprodueixen fidelment com era abans i com és ara aquest recinte religiós.
El 2006 tenia 42 habitants.
Dins del seu terme hi ha la cartoixa d'Escaladei i els cellers de Scala Dei. El que ara és el poble d'Escaladei fou l'antiga conreria de la cartoixa.

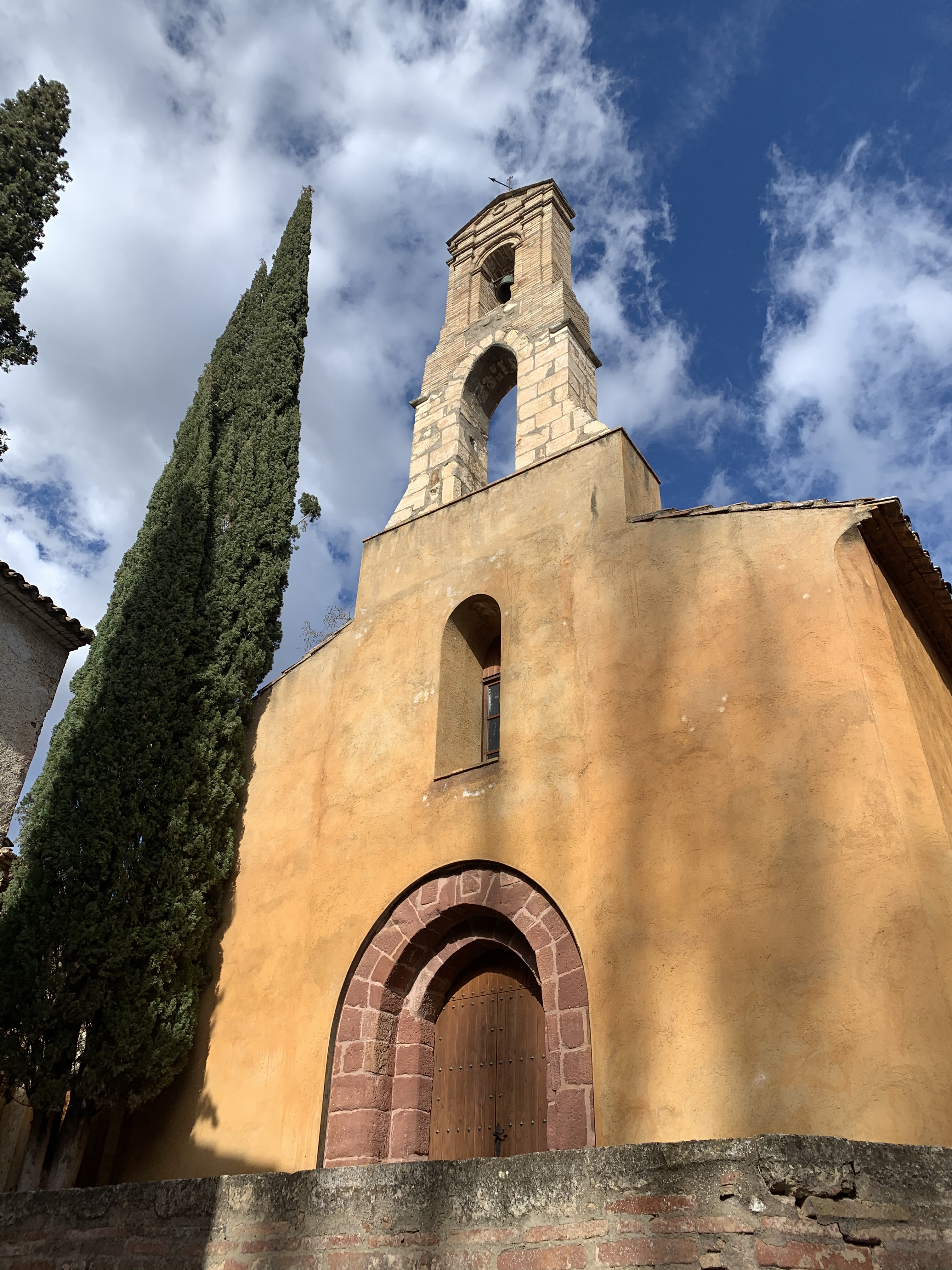
Església de la Mare de Déu de la Mercè, Escaladei

L'església de la Mare de Déu de la Mercè data del Segle XII. Es tracta d'una petita església d'una sola nau, amb presbiteri més alt que la resta del conjunt. La façana té un finestral allargat i un campanar d'espadanya de dos pisos, el primer dels quals és amb una arcada ogival i el segon d'obra de maó corresponent al període barroc. L'església és bastida amb gres vermell, amb blocs de mides regulars que arriben al peu de l'espadanya. Tots els murs foren arrebossats, segurament al S.XVIII, quan es feren les noves esglésies i s'aixecà la segona espadanya. L'interior és tot enguixat i les formes han quedat extremadament dissimulades, mantenint una coberta amb volta de canó rebaixat.
No hi ha dades relacionades amb la construcció, però en funció de la instal·lació dels cartoixos, cal pensar que fou bastida a la fi del segle xii o principis del XIII i seria contemporània a l'església del monestir. L'acabament dins del període gòtic implicaria una construcció espaiada en el temps en funció de les necessitats o donatius rebuts. Les obres d'enguixament i arrebossat exterior caldria datar-les a finals del S.XVII o inicis del S.XVIII, quan es varen dur a terme les obres de la Cartoixa es van fer obres a la cartoixa.